# Provincia de San Marcos
La provincia de San Marcos es una de las trece que conforman el departamento de Cajamarca en el norte del Perú. Limita por el norte con la provincia de Celendín, por el este con el departamento de La Libertad, por el sur con la provincia de Cajabamba y por el oeste con la provincia de Cajamarca.
Desde el punto de vista jerárquico de la Iglesia católica, forma parte de la diócesis de Cajamarca, sufragánea de la arquidiócesis de Trujillo.

## Historia
La provincia fue creada mediante Ley n.º 23508, del 11 de diciembre de 1982, en el gobierno del presidente Fernando Belaúnde.

## Símbolos de la provincia
El alcalde provincial del año 1991, Usaín Cotrina Pérez, y el director de la Dirección de Desarrollo Educativo, Prof. César Benel Montoya, normaron el concurso para la creación de los símbolos de la provincia: bandera, escudo e himno, con el objetivo de lograr su desarrollo armónico y propiciar la participación efectiva de su población en el desarrollo cultural y consolidar el imperio de la democracia. Los ganadores fueron:
- Bandera: Prof. Reynaldo Aníbal de la Puente Cieza.
- Escudo: Prof. Cosme Adolfo Rojas Marín, autor intelectual, y dibujado por el profesor Leonidas Zegarra Chávez.
- Himno: Fausto Vargas Arroyo y Jorge Ramiro Chávez, música.

## Geografía
La provincia de San Marcos, pertenece al departamento de Cajamarca y está ubicada al sureste del mismo. Abarca una superficie de 1362,32 km² y está habitada por unas 50 275 personas, según el censo de 1993; esto representa el 4 % de la población total del departamento. Por otro lado, se sabe, que la mayor parte de pobladores pertenecen a la zona rural (41 929; lo que constituye un 83,39 % de la población total).
La provincia sanmarquina comprende altitudes que van desde los 1500 hasta los 4 156 m s. n. m., en ella se puede distinguir tanto valles interandinos como zonas de jalca y puna, y una gran diversidad de microclimas que lo convierten en una zona atractiva y muy especial para los visitantes.

## División administrativa
La provincia tiene una extensión de 1362,32  km² y se divide en 7 distritos:
1. Pedro Gálvez
2. Chancay
3. Eduardo Villanueva
4. Gregorio Pita
5. Ichocán
6. José Manuel Quiroz
7. José Sabogal

## La provincia de San Marcos y centros poblados (caseríos)
También cuenta con centros poblados o caseríos:
- Yahuarmarca, Vallicopampa,[6]  Trascorral, Shitamalca, Saparcon
- Santo Domingo, Santa Rosa, San José de Edelmira, Rancho Grande
- Poroporo de Huayanay, Pomabamba, Pogoquito, Penipampa, Patiñico
- Pampa Colorada, Montesorco, Mollorco, Milco Bajo, Milco, María Vilca
- Marco Pampa, Llollon, Leoncio Prado, La Waswa, La Victoria
- La Totora, La Tiza, La Pauquilla, La Masma, La Huaylla, La Hermita
- La Colmena, Juquit, Huayobamba, Huayanay, Huamani, El Poyo
- El Cedro, El Azufre, El Alizal, Edelmira, Cochas, Cochamarca
- Chuquiamo, Chugur, Chuco, Choloque, Chirimoyo.

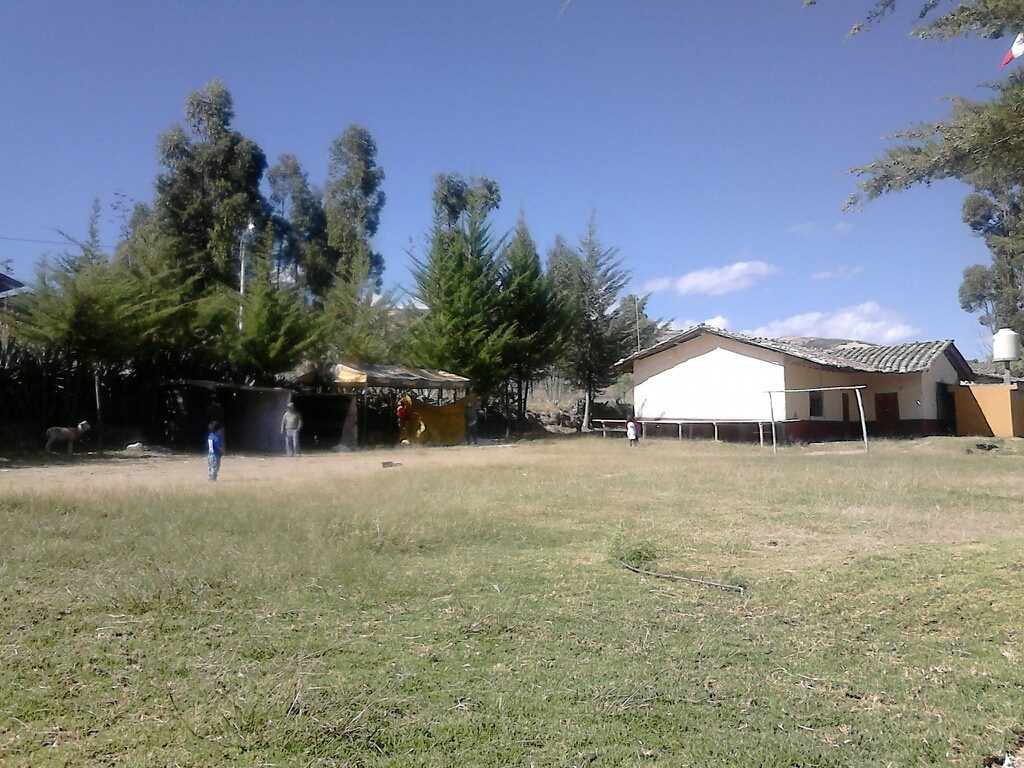
Caserío Vallicopampa tomada en 2014

### Vallicopampa
Vallicopampa es un caserío peruano del distrito de Pedro Gálvez, provincia de San Marcos (Cajamarca). Cuenta con 115 viviendas, una población de 137 habitantes y se localiza a una elevación de 2650 m s. n. m.
Muestra un terreno muy accidentado, valles profundos y pampas muy extensas, lo que hace de una región muy hermosa. Sus montañas verdes y tupidas de naturaleza, sus cascadas de agua cristalina, su cielo celeste y atardecer incandescente, sus olores y sabores tan exquisitos, y por supuesto, la hospitalidad de su gente lo confirman.
Una región además de ser una mina de oro, literalmente, se le conoce por su rica historia, sus coloridos carnavales y su producción láctea.
Las actividades económicas que más destacan son la agricultura y la ganadería.

### Fiesta patronal
La fiesta en honor al patrón, san Juan Bautista, se celebra del 23 al 25 de junio todos los años. Entre los concursos que usualmente se programan para este acontecimiento, se encuentran concursos de bandas típicas de la región. Asimismo, se encuentran también recientemente competencias de motocross, también competencias de caballos, encuentros de fútbol y vóley, tanto de hombres como de mujeres.

### Gastronomía
Los platos típicos en Vallicopampa se cultivan gran variedad de productos alimenticios, los mismos que forman parte de variados y nutritivos platos típicos. Aunque en muchos de los casos no son propios, poseen cierta peculiaridad que los hacen distinguir: 
• cuy con papa 
• el puchero 
• el potaje de minga
• el ruche de doña Rocío Rios
• mote jetón
• el sango de trigo 
• locro de zapallo 
• pan al horno 
• caldo verde 
• chicha de jora

## Demografía
La provincia tiene una población aproximada de 54 565 habitantes. Em 2020, la revista National Geographic realizó un estudio para determinar el origen genético de los habitantes de 28 ciudades peruanas, los resultados fueron los siguientes:
- Aporte genético indígena americano: 67% (28° de 28)
- Aporte genético europeo: 31% (1° de 28)
- Aporte genético africano: 2% (25° de 28)

| Población            | Aporte europeo | Aporte africano | Aporte indígena americano |
| -------------------- | -------------- | --------------- | ------------------------- |
| San Marcos           | 31%            | 2%              | 67%                       |
| Cajamarca            | 21%            | 3%              | 76%                       |
| Characato (Arequipa) | 24%            | 3%              | 73%                       |
| Chogo (Cajamarca)    | 15%            | 3%              | 82%                       |
| Lambayeque           | 15%            | 3%              | 82%                       |
| Lima                 | 14%            | 2%              | 84%                       |

## Capital
La capital de la provincia es la ciudad de San Marcos.

## Autoridades

### Regionales
- Consejero regional
  - 2019-2022:[10] Ricardo Renán Carrera Ríos (Alianza para el Progreso)

### Municipales
- 2026-2030>
  - Alcalde: Santos William Rojas Arzabe
  - Regidores:

  1. Juan Óscar Muñoz Ruiz (Alianza para el Progreso)
  2. Renan Manuel Rodríguez Rojas (Alianza para el Progreso)
  3. Elfer Araujo Cerna (Alianza para el Progreso)
  4. Edwin Edgardo Abanto Machuca (Alianza para el Progreso)
  5. Deisy Vanesa Garro Marín (Alianza para el Progreso)
  6. Fany Milagros Arias Ramírez (Alianza para el Progreso)
  7. Santos Catalino García Vásquez (Movimiento de Afirmación Social)
  8. Hugo Eduardo Abanto Rojas (Movimiento de Afirmación Social)
  9. Luis Enrique Calderón Linares (Movimiento de Afirmación Social)

## Clima
Se identifica una gran variedad climática, desde cálido-seco hasta subhúmedo y frío; siendo notoria la diferencia de temperaturas mínimas y máximas o nocturnas y diurnas. Tiene como límites climáticos una temperatura promedio anual de 18-30 °C para el caso de los valles interandinos, de 15-20 °C en la zona quechua y de 8-15 °C en la zona de jalca. 
La precipitación promedio anual varía de 600 a 800 mm y la humedad relativa es de 60-70 % de acuerdo a la estación.
Los vientos predominan de julio a septiembre, la época de lluvia se presenta en los meses de octubre a abril y el verano de mayo a septiembre.

## Gastronomía
Los platos típicos en San Marcos se cultivan gran variedad de productos alimenticios, los mismos que forman parte de variados y nutritivos platos típicos. Aunque en muchos de los casos no son propios, poseen cierta peculiaridad que los hacen distinguir.

### Cuy con papa
Es el más representativo de la provincia y se sirve en ocasiones especiales. Está preparado a base de papa guisada o aderezada y cuy frito, acompañado de arroz de trigo o trigo pelado cocinado.

### El puchero
Es preparado con repollo, granos de arrozcarne de cerdo o tocino. Es un platillo característico de las fiestas rurales y por lo general se lo sirve acompañado yuca y camote sancochado además de la famosa cancha de maíz.

### El potaje de minga
Es un plato preparado con mote aderezado, acompañado de sopa de chochoca espesa y los conocidos discos o cachangas. Este plato también se suele servir en los velorios.

### El ruche de doña Rocio Rios Cotrina
Es un potaje muy nutritivo preparado por una San Marquina muy conocida en la ciudad, lo hace con trigo al que previamente se lo ruche o quita la cáscara. También lleva menestra (por lo general arveja) y algún tipo de carne. No obstante, el origen del ruche se debe a que la familia Rios, con el afán de nutrir a su pequeña hija, vieron la forma de alimentarla con el trigo que es uno de los muchos granos que produce nuestra provincia.

### Mote jetón
Es un plato preparado sobre la base de mote (maíz pelado) y frijol seco. Es muy delicioso y nutritivo, la mayoría de amas de casa lo acompaña con tocino o pata de res y al servir se adorna con yerba buena picada.

### El zango de trigo
El trigo tostado y molido va a acompañar un aderezo y de esta manera dar lugar a un delicioso plato que se acostumbra mucho para los trabajos comunales en el distrito de Gregorio Pita (Paucamarca).